# ایالت کوهستان آبی

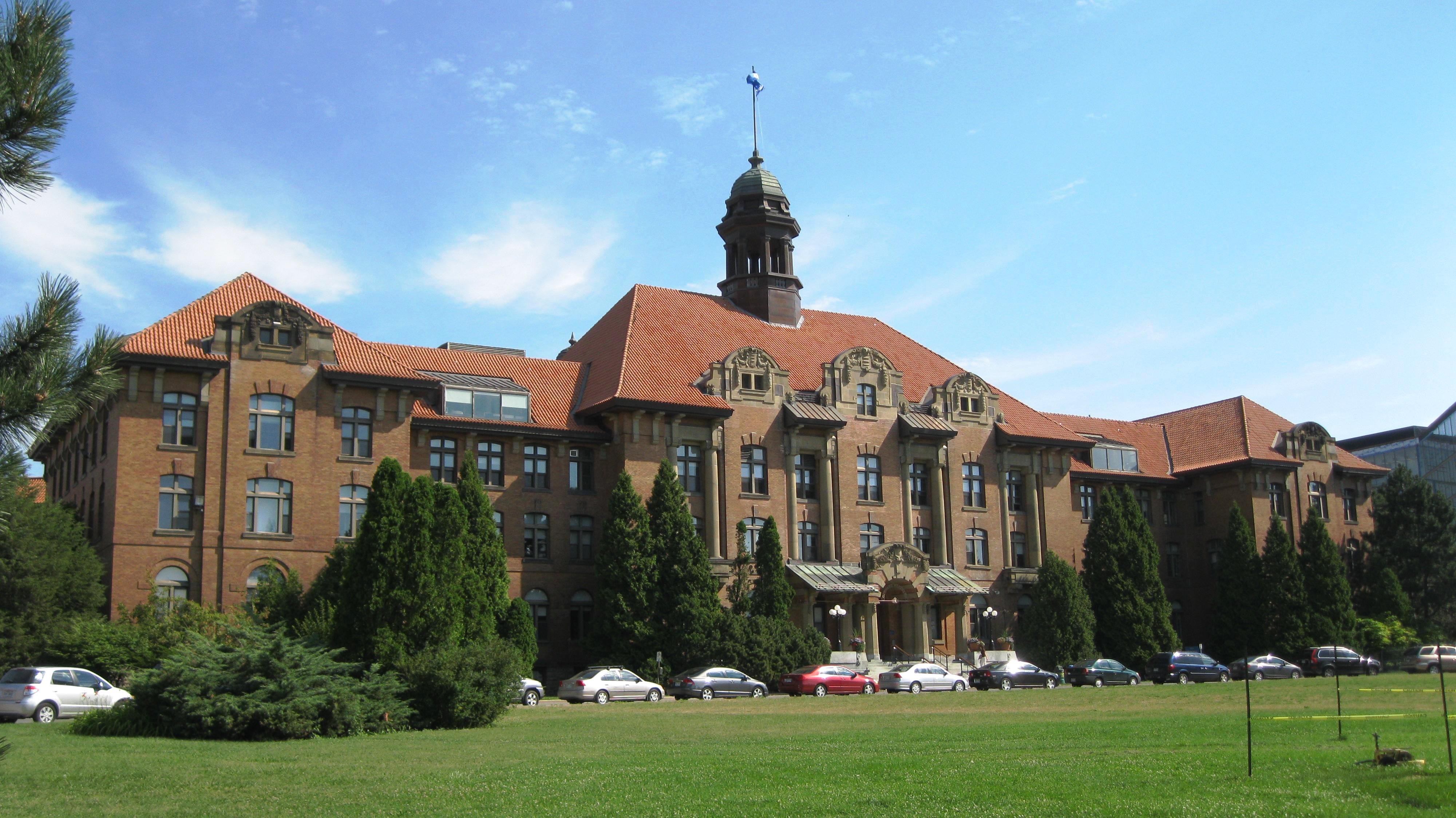
یک سریال تلویزیونی آمریکایی

ایالت کوهستان آبی (به انگلیسی: Blue Mountain State) نام یک سریال تلویزیونی آمریکایی که در سال ۲۰۱۰ در آمریکا ساخته شده است.

## خلاصه داستان
داستان درباره یک تیم فوتبال (آمریکایی) در یکی از دانشگاه‌های آمریکاست، نماد این تیم بز است.

## شخصیت‌های اصلی
- آلکس : دانشجوی سال دوم و بازیکن ذخیره خط حمله. او اصلاً به فیکس شدن اهمیت نمی‌دهد و حتی از آن می‌ترسد. او به تیم فوتبال رفته تا بیشتر از مشروب و مواد مخدر و سکس لذت ببرد.
- سامی : بهترین دوست و هم اتاقی آلکس که در تیم فوتبال عضویت ندارد، او فقط به دنبال دخترهاست اما بیشتر اوقات با بد شانسی مواجه می‌شود.
- تد: کاپیتان تیم فوتبال که با قهرمانان داستان رابطه خوبی ندارد و از ضریب هوشی پایینی برخوردار است، او به تیم اهمیت زیادی می‌دهد.
- کریگ : بازیکن فیکس سال اولی تیم که به دوست‌دخترش بسیار وفادار است و بچه مثبت گروه به شمار می‌رود.

## حواشی
این مجموعه امتیاز ۸٬۷ از ده را در سایت IMDb کسب کرده است. این مجموعه بر اساس سری فیلم‌های امریکن پای ساخته و پرداخته شده است.

## فصل‌ها
تا کنون سه فصل سیزده قسمتی از این سریال ساخته شده است.